# ブラウン・アイド・ガール
「ブラウン・アイド・ガール」または「茶色の眼をした女の子」（Brown Eyed Girl）は、ヴァン・モリソンによる楽曲。レコーディングは1967年3月に行われ、シングルとしてバング・レコードから1967年6月に発売された。Billboard Hot 100における最高順位は10位。ゼムを脱退したヴァン・モリソンのソロ活動1作目であり、彼の代表曲でもある。アメリカのラジオ局では1,000万回以上放送されたクラシック・ロックの定番であり、また今までに幾度となくカバーされてきた曲である。

## 制作背景
「ブラウン・アイド・ガール」はヴァン・モリソンの最初のソロ作品である。それまでモリソンはゼムに在籍しバンドの一員として活動を行っていた。1966年のアメリカツアー終了後、モリソンはゼムから脱退しベルファストに戻った。そのころゼム時代から関わりのあった音楽プロデューサー、バート・バーンズはニューヨークでバング・レコードを立ち上げており、モリソンのソロ活動を開始させるため、彼をニューヨークに招いた。1967年3月28日、2日間にわたるレコーディングが始まり、シングル4枚分の8曲が録音された。レコーディングはA&Rスタジオで行われ、楽曲「ブラウン・アイド・ガール」は初日の22テイク目で録音された。スタジオにはギタリストのエリック・ゲイルやヒュー・マクラッケン、アル・ゴルゴーニ、ベーシストのラス・サヴァカス、ピアニストのポール・グリフィン、ドラマーのゲイリー・チェスターらが参加した。コーラスにはスイート・インスピレーションズが参加している。シングル「ブラウン・アイド・ガール」は1967年6月中旬にリリースされた。
元々のタイトルは「Brown-Skinned Girl（茶色い肌の女の子）」であったが、モリソンがレコーディング時に現在のタイトルに変更したという。モリソンの言によればこの変更はただの間違いで、うっかりしてしまったということである。一方、『茶色い肌の女の子』という曲は異人種間の交流を描いたものであったが、モリソンがラジオ局での受けを良くするためタイトルを変更したとも言われている。
かつての恋人のことを歌ったノスタルジックな歌詞であるが、当時のラジオ局では過激と受け止められることが多く、ラジオで放送されたものは、「making love in the green grass」の部分が「laughin' and a-runnin', hey hey」に置き換えられている。このラジオ・エディット・バージョンは『ザ・ベスト・オブ・ヴァン・モリソン』でも使用されている。
バング・レコードとの契約によりモリソンは、ロイヤリティーが支払われるまでレコーディングにかかった費用を負うこととなった。また、モリソンの主張によれば彼は一銭もロイヤリティーを受け取っていないという。『The Big Royalty Check』は、この契約でたまったフラストレーションから生み出されている。大ヒットした曲であるにもかかわらず、モリソンは『ブラウン・アイド・ガール』を気に入っておらず、インタビューでも「最高の曲とは思わないね。要するにもっといい曲を300曲ぐらい知ってるよ」と答えているが、その大きな理由として契約上・金銭上のトラブルが関係していると見られている。また楽曲の制作はプロデューサーのバーンズが主導しており、最終的に完成した曲はモリソンの意向とは違うものだったとモリソンは語っている。
Billboard Hot 100における最高順位は10位であった。このシングルの成功を受けて、モリソンのファースト・ソロ・アルバム『ブロウイン・ユア・マインド』が制作された。1曲目には「ブラウン・アイド・ガール」が収められている。このアルバムはBillboard 200において182位を記録した。

## 評価
発表から長い月日が流れても「ブラウン・アイド・ガール」はオールディーズやクラシック・ロックのラジオ局で流され続けており、2005年には700万回以上ラジオやテレビで放送されたとして、BMIから Million-Airs として表彰を受けている。また、2007年には800万回、2009年には900万回以上放送されたとBMIによって認められている。2011年にはアメリカで1,000万回以上放送された曲、10曲のうちの一つとして認められた。ビルボードは2015年に「ブラウン・アイド・ガール」を1960年代の曲のうち、最もダウンロードされ、最も再生された曲としている。
ロックに主軸をおいた音楽評論を行っているデイヴ・マーシュは1989年の著作『The Heart of Rock and Soul, The 1001 Greatest Singles Ever』において、この曲を386位としている。1999年Broadcast Music, Inc. (BMI) は「Top 100 Songs of the Century」にこの曲をリストアップしている。2000年にはMTVと『ローリング・ストーン』誌の専門家が選ぶポップソングのトップ100曲の第21位に選出されている。同年、アメリカのケーブルテレビ局VH1のグレイテスト・ロック・ソングでは49位に選ばれた。アメリカレコード協会 (RIAA) や全米芸術基金 (NEA) がリストアップした「世紀の歌」では131位となっている。2004年11月には「ローリング・ストーンの選ぶオールタイム・グレイテスト・ソング500」において110位に選ばれた。アメリカのラジオ局WXPNによって選ばれた885曲のオールタイム・グレイテスト・ソングにおいて2004年では79位、2014年では107位とされている。2007年にはグラミーの殿堂入りを果たしている。ロックの殿堂の「The Songs That Shaped Rock and Roll（ロックン・ロールを形作った曲）」にも選ばれている。

## 映画などでの使用
- 「ブラウン・アイド・ガール」は『再会の時』、『7月4日に生まれて』[19]、『愛がこわれるとき』[40]といった映画に使われている。
- 無人島に持っていきたい音楽8曲を番組のゲストに聞く、BBCラジオ4の番組『デザート・アイランド・ディスクス（英語版）』では、ロンドン市長（Mayor of London）のボリス・ジョンソンやファッションデザイナーのベティ・ジャクソン（英語版）、俳優のヒュー・ローリーが「ブラウン・アイド・ガール」を選んでいる[41][42][43]。
- 2005年4月、ホワイトハウスは「ブラウン・アイド・ガール」がブッシュ大統領のiPodにおいてレギュラーローテーションとなっていると伝えた。それを聞いたモリソンは、「いいニュースだね。でも新曲の方が良かったな」と語っている[44]。
- 2009年3月、元アメリカ大統領のビル・クリントンはサイン入りのiPodをハリケーン・カトリーナの被災者支援チャリティーオークションに出品したが、その中に入っていたお気に入りの曲の一つに「ブラウン・アイド・ガール」も含まれていた[45]。
- 2014年に亡くなったリック・メイヨールの葬儀の際にも「ブラウン・アイド・ガール」が流された[46]。

## カバー・バージョン
「ブラウン・アイド・ガール」は、複数のアーティストによってカバーが行われている。例を挙げると、
イアン・マシューズ、ジミー・バフェット、アデル、ビリー・レイ・サイラス、バステッド、エバークリア、ジョニー・リバース、ブルース・スプリングスティーン、ブライアン・ケネディ、スティール・パルス、ラグワゴン、エル・チカーノ、ローナン・キーティング、リール・ビッグ・フィッシュなどである。またジョー・スタンプリーのカバーバージョンはビルボードのカントリーソングチャートにおいて1983年に29位を獲得している。

## チャート順位
| 年   | ビルボード | ビルボード    | キャッシュボックス | 全英シングルチャート |
| ---- | ---------- | ------------- | ------------------ | -------------------- |
| 年   | Hot 100    | Hot Ringtones | キャッシュボックス | 全英シングルチャート |
| 1967 | 10         | -             | 8                  | -                    |
| 2006 | -          | 18            | -                  | -                    |
| 2013 | -          | -             | -                  | 60                   |